# 楊湜
杨湜，字彦清，元朝真定藁城（今河北藁城县）人。
杨湜学习章程学说，工于书法算术。元世祖中统元年（1260年）为中书掾，与中山杨珍、无极杨卞齐名，时人称“三杨”。论钞法应该以榷货（专卖）制国用。中统四年（1263年）授益都路宣慰司谘议，升为左司提控掾，上言请严赃吏法。至元七年（1270年）官至户部侍郎，兼诸路交钞都提举。他心中计算精确明晰，当时谈论经济财货的，都推重他的能力。其子杨克忠，官至安丰路总管。其孙杨贞。